# Simulium gabovae
Simulium gabovae är en tvåvingeart som först beskrevs av Rubtsov 1966.  Simulium gabovae ingår i släktet Simulium och familjen knott. Inga underarter finns listade i Catalogue of Life.